# 聖大衛 (亞利桑那州)
聖大衛（英語：St. David）是位於美國亞利桑那州科奇斯縣的一個人口普查指定地區。根據2010年美國人口普查，該地人口為1699人，而該地的面積約為13.83平方千米。

## 地理
聖大衛的座標為31°53′53″N 110°13′05″W / 31.89806°N 110.21806°W，而該地最高點為海拔高度1125米（即3692英尺）。